# 花叶滇苦菜
花叶滇苦菜（学名：Sonchus asper），又名鬼苦苣菜、断续菊，是菊科苦苣菜属的植物。分布于西亚、乌兹别克斯坦、喜马拉雅山、欧洲、日本、俄罗斯、哈萨克斯坦以及中国大陆的西藏、山东、江西、安徽、四川、新疆、江苏、云南、湖北、浙江等地，生长于海拔550米至3,650米的地区，多生于林缘、山坡及水边，目前尚未由人工引种栽培。